# Yvan Daniel
Yvan Daniel (Nîmes, 1909 – Parigi, 27 settembre 1986) è stato uno scrittore e cappellano francese esperto in storia delle religioni.
Assieme ad Henri Godin scrisse il libro: "La France, pays de mission?" in cui denunciava la secolarizzazione della società francese. Il testo fu favorevolmente accolto dalle gerarchie cattoliche.

## Fonti
- Olivier Roy "Islam alla sfida della laicità"

| Controllo di autorità | VIAF (EN) 44297469 · ISNI (EN) 0000 0001 1991 9752 · LCCN (EN) n82129188 · GND (DE) 1093412461 · BNE (ES) XX1246432 (data) · BNF (FR) cb118985554 (data) · J9U (EN, HE) 987007596723705171 |